# Lijst van Haïtiaanse films
Dit is een lijst van Haïtiaanse films, in alfabetische volgorde.

## A
- Anita (1982)

## B
- Breaking Leaves (1998)
- Barikad (2003), door Richard Senecal)

## C
- Café au lait, bien sucré (2005)
- Canne amère (1983)
- Chère Catherine (1997)
- Cousines (2006), door Richard Senecal)

## D
- Des hommes et dieux (2002)
- Desounen: Dialogue with Death (1994)

## E
- E Pluribus Unum (2001)
- Et moi je suis belle (1962)
- l'Évangile du cochon créole (2004)

## H
- Haiti - Le silence des chiens (1994)
- Haiti, le chemin de la liberté (1973)
- Haitian Corner (1988)
- Haitian Slave Children (2001)
- Haïti: la fin des chimères?... (2004)

## I
- I Love You Anne (2005), door Richard Seneca)

## K
- Krik? Krak! Tales of a Nightmare (1988)

## L
- Life in a Haitian Valley Film Study (1934)
- Lumumba (2000)

## M
- Le miracle de la foi (2005)

## O
- Olivia (1977)

## P
- Player 1/2 (2006), door Herold Israel)
- Pluie d'espoir (2005)
- Le president a-t-il le sida (2006)
- Profit & Nothing But! (2001)

## R
- La rebelle (2005)
- Rezistans (1997)
- La ronde des vodu (1987)
- Royal Bonbon (2002)

## S
- Santo contra la magia negra (1973)
- Souvenance (1991)

## W
- The White Darkness (2002)

## Z
- Zatrap (1980)